# تناجر أخضر ذهبي
تناجر أخضر ذهبي (الاسم العلمي: Tangara schrankii)، هو نوع من الطيور يتبع فصيلة التناجر ضمن رتبة العصفوريات.